# 콰이어트 플레이스
《콰이어트 플레이스》(영어: A Quiet Place)는 존 크러진스키가 연출한 2018년 미국의 공포 영화이며, 크러진스키는 그의 실제 배우자인 에밀리 블런트와 함께 출연했다. 영화는 마이클 베이가 소유한 플래티넘 듄스에서 제작되었고, 앤드루 폼과 브래들리 폴러의 소유이기도 하다. 각본은 브라이언 우즈와 스콧 백이 쓴 원안을 바탕으로 크러진스키, 우즈, 백이 썼다. 줄거리는 소리만으로 사냥을 하는 생명체로부터 숨어 침묵 속에서만 살아야하는 가족의 이야기를 담고 있다.
백과 우즈는 2013년에 원안 작업을 시작했고, 파라마운트 픽쳐스가 2017년에 그들의 스펙 스크립트를 사들였다. 그 뒤 크러진스키가 감독 및 각본의 새로운 작업자로 참여했다. 본촬영은 그 해 말 뉴욕의 외각에서 시작했다.
2018년 3월 9일 사우스 바이 사우스웨스트에서 전세계 최초 상영되었다. 후속편 제작이 확정되었으며 2021년 5월 28일 미국에서 개봉되었다.

## 줄거리
갑자기 나타난 괴생물체로 인해 많은 사람들이 죽고 그 괴생물체는 앞을 볼 수 없고 소리로만 사냥을 한다는 사실이 알려지게 된다.  그로 인해 에벗 가족은 수화로만 대화하며 살고있고 그중 둘째 아들인 보 에벗이 이동중에 보 에벗의 로켓 장난감에서 소리가 나 잡아먹히고 만다.  하지만 슬퍼할 틈도 없이 도망치고 약 1년 흐른다.
리 에벗이 마커스 에벗을 데리고 강가로 가 생존 기술들을 알려주고 그 시각 리건 에벗은 보 에벗이 죽은 곳을 가 보 에벗을 추모하고 있었고 그 사이 에블린 에벗은 배속에 있는 아기가 나올것을 알고 지하실로 가 리 에벗에게 알리기 위해 지하실로 가서 정원에 있는 조명으로 알리러 내려간다.  하지만 내려가는 도중 계단에 있는 송곳을 밟고 소리를 내 괴생명체가 에벗가족 집에 들어오게 되는데..

## 출연진
- 존 크러진스키 - 리 애벗
- 에밀리 블런트 - 에블린 애벗
- 노아 주프 - 마커스 애벗
- 밀리센트 시먼스 - 리건 애벗
- 케이드 우드워드 - 보 애벗
- 리언 러섬 - 숲의 남자